# Mangyongdae

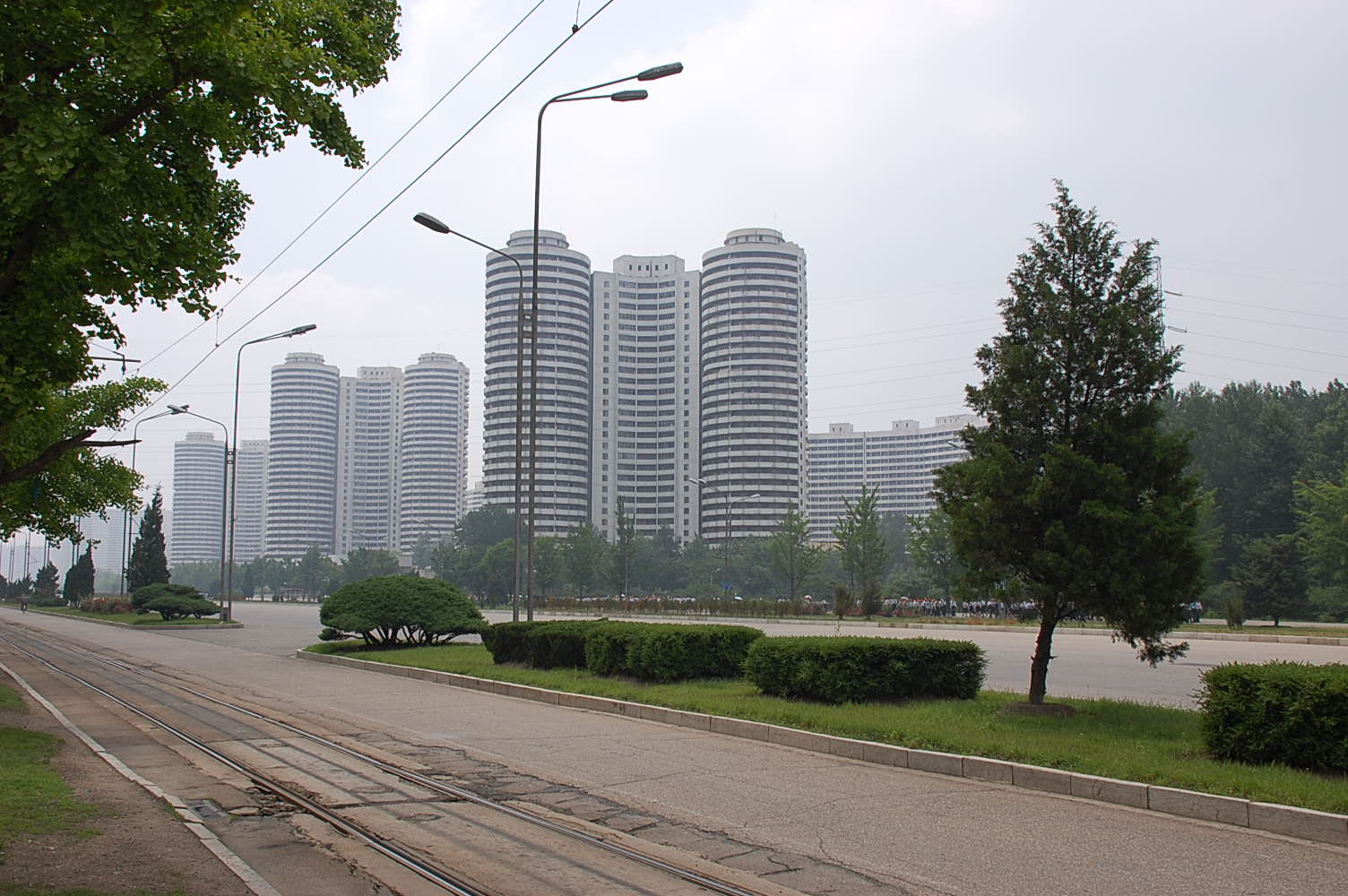

Man'gyŏngdae-guyŏk, ou Arrodissement de Man'gyŏngdae (Hangeul: 만경대구역; Hanja: 萬景台區域) est l'un des 19 guyŏk (ou arrondissements) de l'agglomération de Pyongyang.

## Géographie
L'arrondissement de Mangyongdae est situé à l'ouest de l'agglomération de Pyongyang et est entouré des arrondissements de Rakrang (Hangeul: 락랑구역; Hanja: 樂浪區域) au sud (avec lequel il est délimité par le fleuve Taedong), de Pyongchon (Hangeul: 평천구역; Hanja: 平川區域) et de la Rivière Potong à l'est (Hangeul: 보통강구역; Hanja: 普通江區域) (avec lequel il est délimité par la rivière Potong), de la Montagne des Frères au nord (Hangeul: 형제산구역; Hanja: 兄弟山區域) et le comté de Taedong (Hangeul: 대동군; Hanja: 大同郡) de la province du Pyongan du Sud à l'ouest.

## Personnages célèbres
- Kim Pok Nam (Hangeul: 김복남), secrétaire en chef du comité du Parti du Travail de Corée (PTC) de l'arrondissement de Mangyongdae.